# Istigobius diadema
Istigobius diadema is een straalvinnige vissensoort uit de familie van grondels (Gobiidae). De wetenschappelijke naam van de soort is voor het eerst geldig gepubliceerd in 1876 door Franz Steindachner. Hij gaf de soort de naam Gobius diadema.
De soort komt voor in Azië en Oceanië: India, Hongkong, Maleisië, Indonesië en Australië.